# Adolphe Cohn
Pour les articles homonymes, voir Cohn.
Isaac-Adolphe Cohn est un linguiste franco-américain né le 29 mai 1851 et mort le 13 février 1930.
Spécialiste de littérature française, professeur aux universités Harvard et Columbia, il est un proche de Léon Gambetta.

## Biographie
Né à Paris en 1851, il entreprend des études à l'École nationale des chartes, dont il sort archiviste paléographe en 1874 avec une thèse intitulée Vues sur l’histoire de l’organisation judiciaire en France du IXe au XIIIe siècle, considérée au point de vue des juridictions extraordinaires
Adolphe Cohn part pour New York en 1875 et devient le correspondant français de La République française, journal de Léon Gambetta, dont il était devenu proche (1876-1884). Il est alors tutor puis instructor à Columbia College. Bien intégré dans la communauté française de New York, il est choisi pour prononcer l'éloge funèbre de Gambetta à Tammany Hall, puis celui de Victor Hugo en 1885 - bien qu'il se trouve alors à Boston.
Cohn est en effet nommé instructor (1884-1885) puis assistant professor (1885-1891) de français à l'université Harvard, et pendant quelque temps directeur du département de français de Wellesley College. Il se fait en même temps journaliste, à la fois en anglais (The Atlantic Monthly) et en français (correspondant du Temps pour les États-Unis de 1884 à 1895).
En 1890, l'université Columbia crée un véritable Department of Romance Languages and Literatures : Cohn est un des deux professeurs, avec Henry Alfred Todd.
Il était président de l'Alliance française de New York de 1888 à 1902 (puis président honoraire) et officier de la Légion d'honneur.